# パロFC
パロ・フットボール・クラブ (英語: Paro Football Club) はブータン・パロに本拠地を置くプロサッカークラブ。ブータンのサッカーのトップカテゴリであるブータン・プレミアリーグに所属する。
2018年のブータン・ナショナルリーグ（現・ブータン・プレミアリーグ）予選となるパロ地区代表決定戦でパロ・ユナイテッドFCを下してナショナルリーグ初出場を決める。リーグ戦ではトランスポート・ユナイテッドFCに次ぐ2位。翌2019年には、初開催のサムツェ選手権（Samtse Championship）の準決勝に進出するが、再びトランスポート・ユナイテッドFCに敗れる。その年のブータン・プレミアリーグでは10チーム2回戦総当たりで17勝1敗という圧倒的な成績を収めて初のタイトル獲得を果たす。
2024年8月、AFCチャレンジリーグ2024/25予選プレーオフ・チャーチ・ボーイズ・ユナイテッド戦に臨むチームに、元日本代表の本田圭佑が1試合限定で加入した。本田はこの試合フル出場し、チームも2-1で勝利した。

## タイトル
- ブータン・プレミアリーグ
  - 優勝 (5): 2019, 2021, 2022, 2023, 2024
  - 準優勝 (1): 2018
- ジグミ・ドルジ・ワンチュク記念ゴールドカップ（英語版）
  - 優勝 (1): 2019[6]

## 国際大会の成績
| シーズン | 大会                | ラウンド         | 対戦相手                       | ホーム     | アウェイ   | 合計       |
| -------- | ------------------- | ---------------- | ------------------------------ | ---------- | ---------- | ---------- |
| 2020     | AFCカップ           | 地区予選1回戦    | ディフェンダーズ               | 2–2        | 3–3        | 5–5 (a)    |
| 2020     | AFCカップ           | 地区予選2回戦    | ベンガルール                   | 0–1        | 1–9        | 1–10       |
| 2022     | AFCカップ           | 地区予選1回戦    | バレンシア                     | 1–2 (延長) | 1–2 (延長) | 1–2 (延長) |
| 2023–24  | AFCカップ           | 地区予選1回戦    | マヒンドラ                     | 2–3        | 2–3        | 2–3        |
| 2024–25  | AFCチャレンジリーグ | 予選プレーオフ   | チャーチ・ボーイ・ユナイテッド | 2–1        | 2–1        | 2–1        |
| 2024–25  | AFCチャレンジリーグ | グループステージ | イースト・ベンガル             | 2–2        | 2–2        | 2–2        |
| 2024–25  | AFCチャレンジリーグ | グループステージ | ネジメ                         | 1–2        | 1–2        | 1–2        |
| 2024–25  | AFCチャレンジリーグ | グループステージ | バシュンダラ・キングス         | 2–1        | 2–1        | 2–1        |